# Akademik Sofia
Akademik Sofia (bulgarisch Академик София) war ein Sportverein aus Bulgariens Hauptstadt Sofia, der 2012 aus finanziellen Gründen aufgelöst wurde. Der Verein wurde 1947 gegründet. Der Spitzname des Vereins ist „Die Studenten“.
Das Team gewann den Balkan Cup 1974 und spielte in der Saison 1975/76 im UEFA-Pokal und erreichte dort die zweite Runde. Der Verein stellte sogar zwei Spieler zur Weltmeisterschaft 1974 ab, nämlich Ivan Dimitrov und Mladen Vasilev. Von 1982 bis 2010 spielte Akademik nur unterklassig, ehe nach 28 Jahren für eine Spielzeit die Rückkehr in die bulgarische Eliteklasse gelang: Am 23. Mai 2010 konnte man das Relegationsspiel der Zweitplatzierten der B-Gruppen gegen PFK Nessebar mit 2:1 gewinnen und sich für die A Grupa qualifizieren. Am Ende der Saison 2010/11 stand jedoch als Tabellen-15. der direkte Wiederabstieg. 2012 erfolgte die Auflösung des Vereins aus finanziellen Gründen.

## Erfolge
- Balkanpokal
  - Sieger (1): 1974

## Europapokalbilanz
| Saison  | Wettbewerb | Runde    | Gegner               | Gesamt | Hin     | Rück          |
| ------- | ---------- | -------- | -------------------- | ------ | ------- | ------------- |
| 1976/77 | UEFA-Pokal | 1. Runde | Slavia Prag          | 3:2    | 0:2 (A) | 3:0 n. V. (H) |
| 1976/77 | UEFA-Pokal | 2. Runde | AC Mailand           | 4:5    | 4:3 (H) | 0:2 (A)       |
| 1981/82 | UEFA-Pokal | 1. Runde | 1. FC Kaiserslautern | 1:3    | 0:1 (A) | 1:2 (H)       |

Gesamtbilanz: 6 Spiele, 2 Siege, 4 Niederlagen, 8:10 Tore (Tordifferenz −2)

## Stadion
Das Heimstadion ist das Akademik Stadion mit einer Kapazität von 18.000 Plätzen.

## Bekannte Spieler
- Stojko Sakaliew
- Iwan Dimitrow
- Mladen Wasilew

## Weitere Sportarten
Siehe auch Akademik Sofia (Basketball)
Unter der Schirmherrschaft von Akademik werden zahlreiche weitere Sportarten angeboten. Im Badminton wurde der Verein von 1997 bis 2009 acht Mal bulgarischer Mannschaftsmeister.
Die Eishockeyabteilung des Vereins wurde 1949 gegründet und nahm bis 1993 am Spielbetrieb teil, ehe sie mit dem Eishockeyklub HK ZSKA Sofia fusioniert wurde. 1995 wurde die Sektion Eishockey erneut gegründet und fusioniert 1998 mit Teilen des HK Metalurg Pernik zu Akademik-Metalurg Sofia. Seit 2001 tritt die Mannschaft als Akademika Sofia an und gewann 2006 und 2007 die Landesmeisterschaft und auch den nationalen Pokalwettbewerb. Spielstätte des Vereins war stets der Wintersportpalast Sofia.